# Puydarrieux
Puydarrieux ist eine französische Gemeinde mit 231 Einwohnern (Stand: 1. Januar 2022) im Département Hautes-Pyrénées in der Region Okzitanien. Sie gehört zum Arrondissement Tarbes und zum Kanton Les Coteaux.

## Geografie
Puydarrieux liegt etwa 25 Kilometer ostnordöstlich von Tarbes zwischen den Flüssen Baïse und Baïsole auf dem Plateau von Lannemezan. Im Osten der Gemeinde befindet sich der aufgestaute Lac du Puydarrieux. Umgeben wird Puydarrieux von den Nachbargemeinden Sadournin im Norden, Puntous im Nordosten, Campuzan im Osten und Südosten, Libaros im Süden, Sentous im Süden und Südwesten, Tournous-Darré im Westen sowie Trie-sur-Baïse im Nordwesten.

## Bevölkerungsentwicklung
| Jahr                       | 1962 | 1968 | 1975 | 1982 | 1990 | 1999 | 2006 | 2013 | 2020 |
| Einwohner                  | 311  | 285  | 257  | 254  | 248  | 264  | 238  | 215  | 233  |
| Quellen: Cassini und INSEE |      |      |      |      |      |      |      |      |      |

## Sehenswürdigkeiten
- Kirche Exaltation-de-la-Sainte-Croix in Puydarrieux
- Kirche Notre-Dame-de-l'Assomption in La Penne

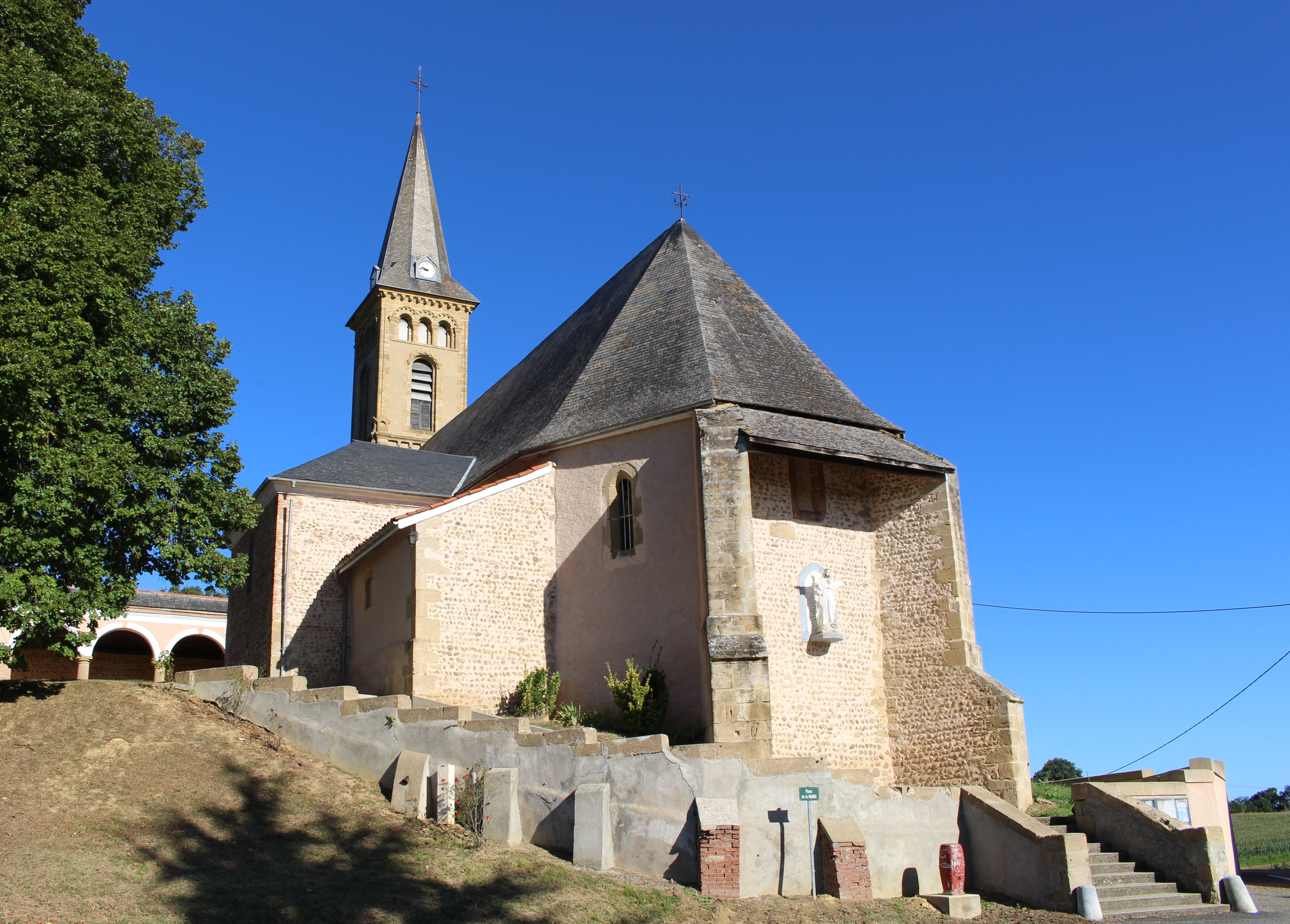
Kirche Sainte-Croix
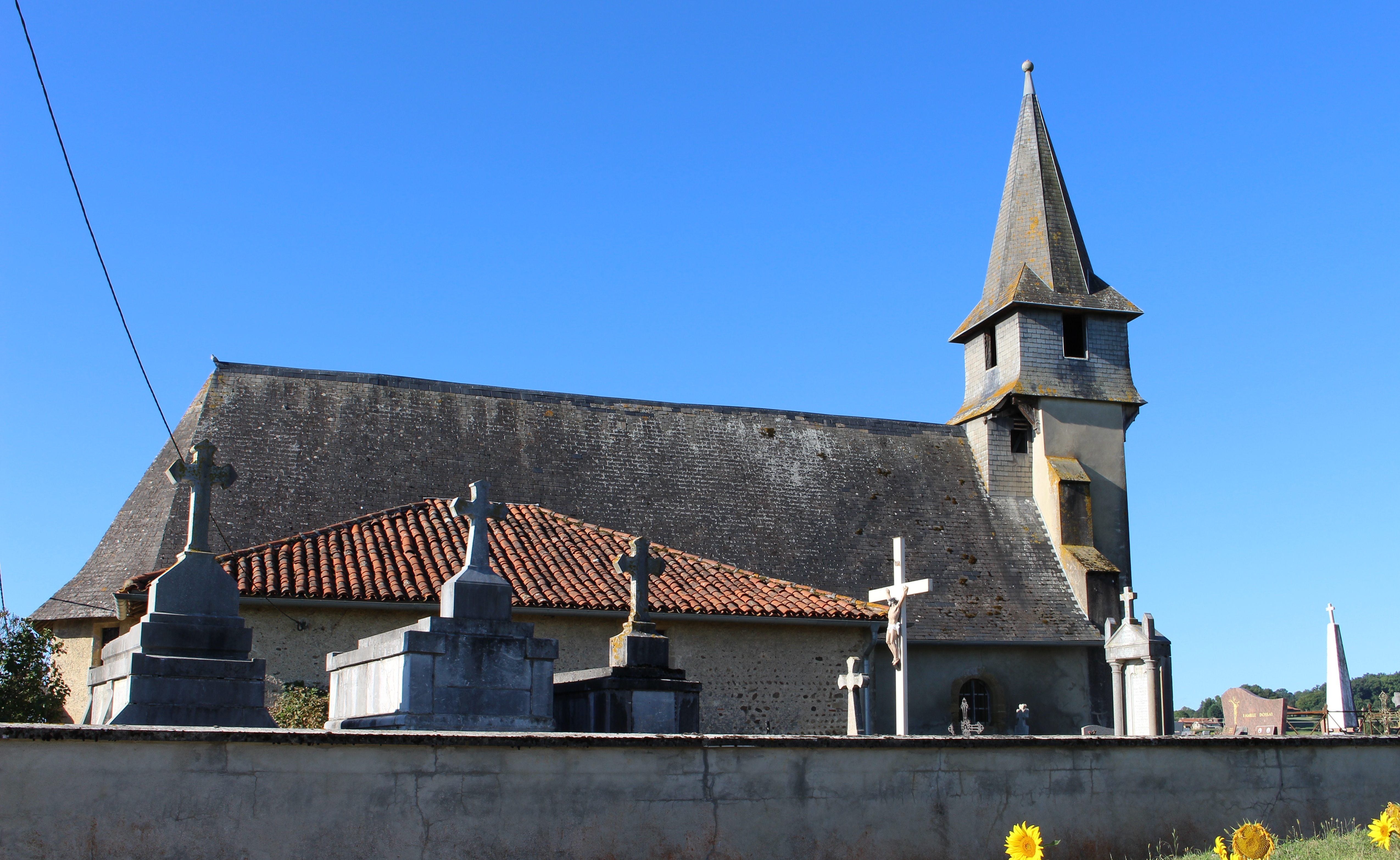
Kirche Notre-Dame-de-l'Assomption
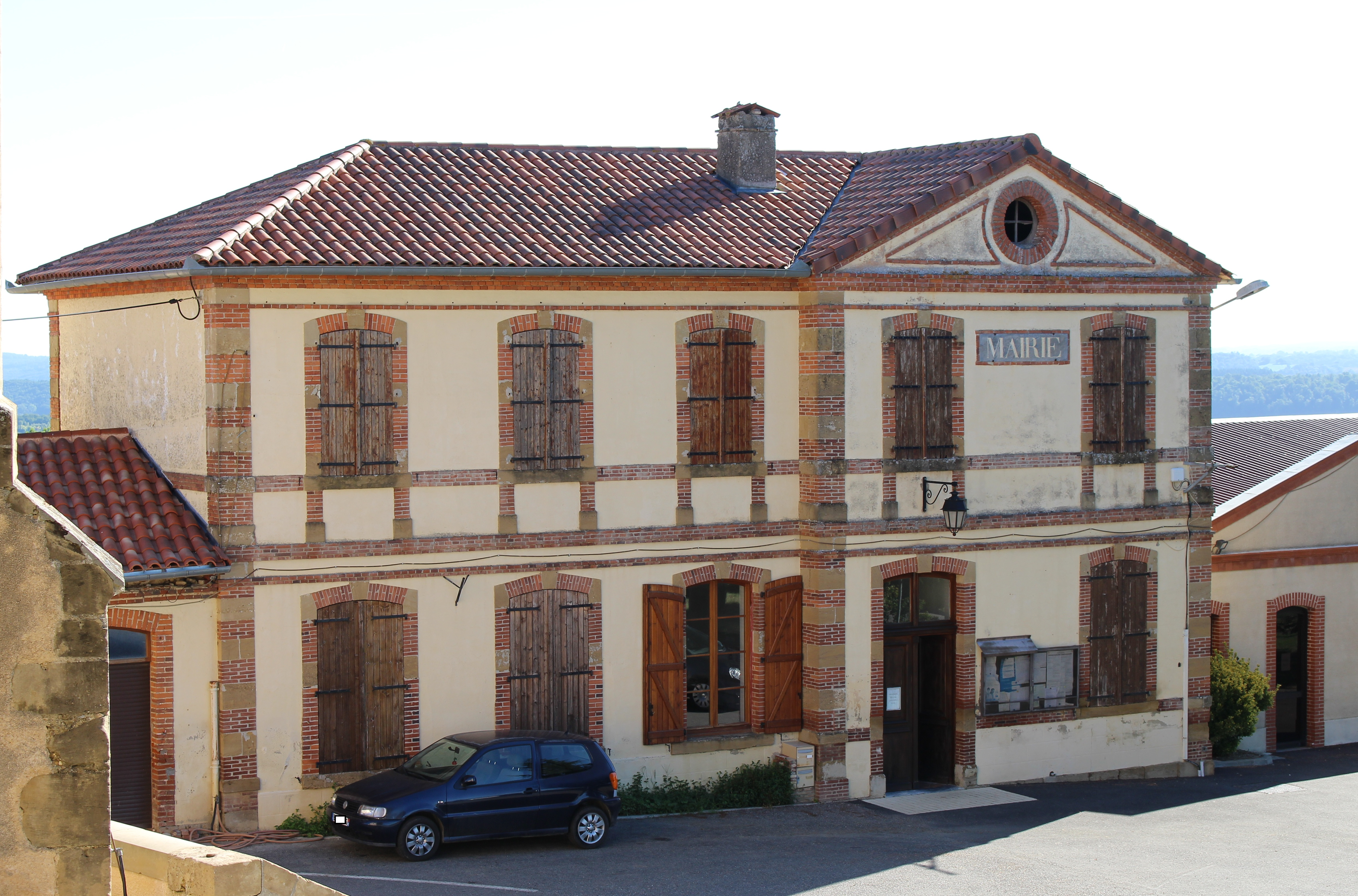
Rathaus (Mairie)
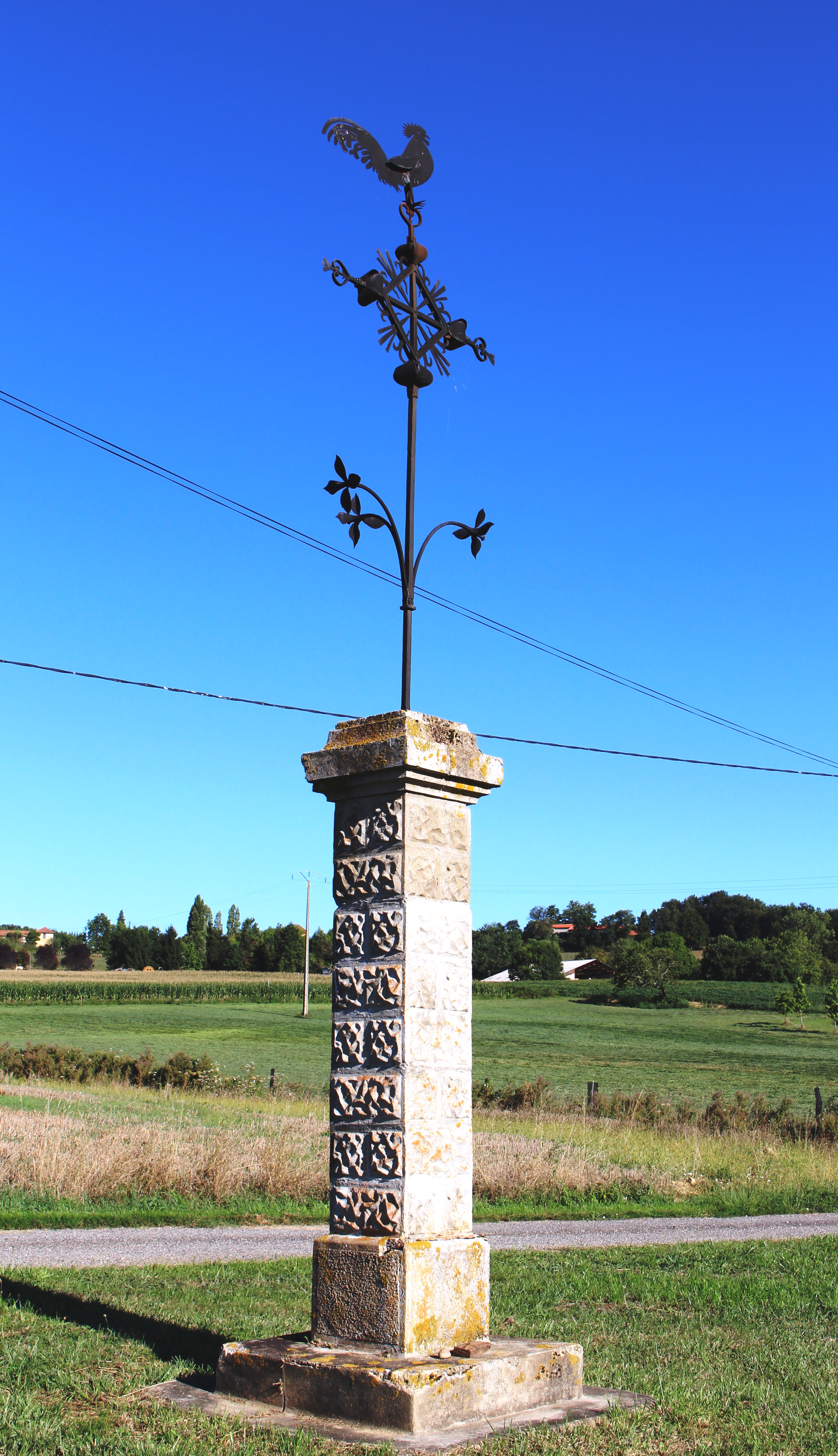
Flurkreuz
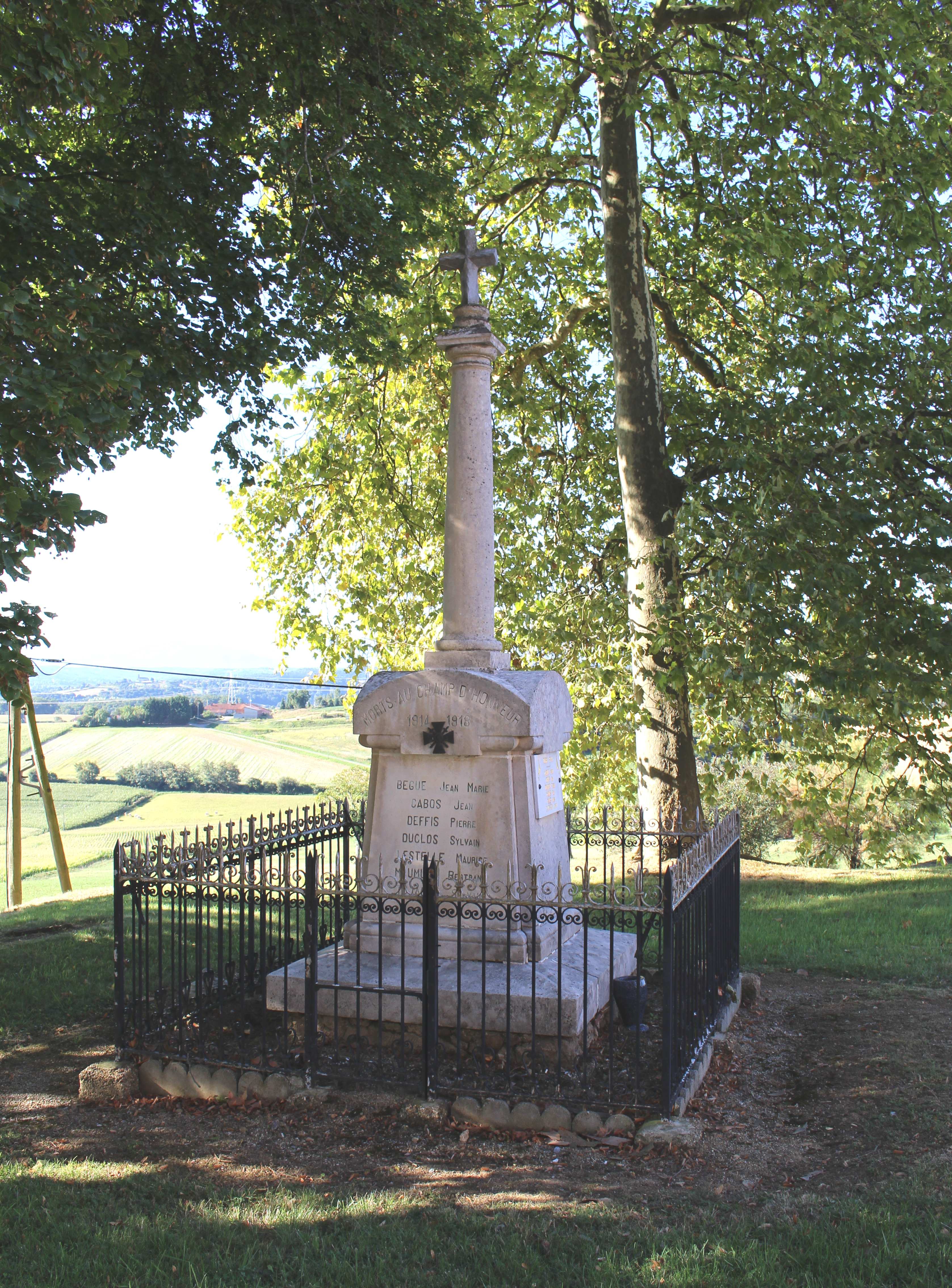
Gefallenendenkmal
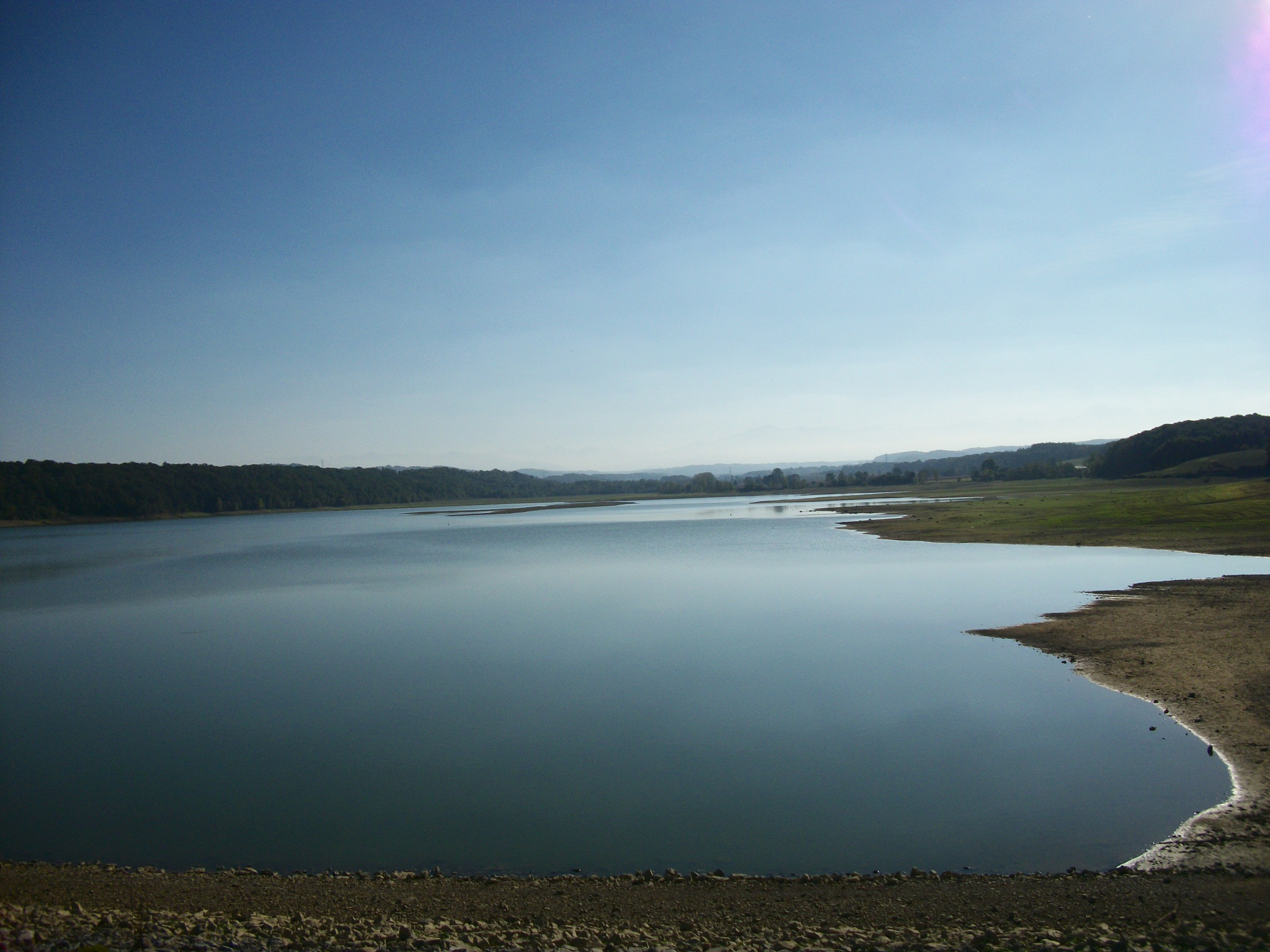
Stausee Lac de Puydarrieux